# 心のままに〜I'm just a lady〜
「心のままに〜I'm just a lady〜」（こころのままに アイム・ジャスト・ア・レディ）は、1985年8月5日に発売された荻野目洋子の6枚目のシングル。発売元はビクター音楽産業。

## 概要
表題曲「心のままに〜I'm just a lady〜」はTBS系ドラマ『愛の劇場・わが子よV』主題歌として使用され、オリコンチャートでは16位まで上昇した。
B面の「スイート・ヴァケーション」は、郵政省 “暑中お見舞い” キャンペーンソング。裏ジャケットでは「スイート・ヴァケーション」のタイトルを上部に位置させた作りになっているが、特に両A面扱いにはなっていない。

## 収録曲
1. 心のままに〜I'm just a lady〜（4分19秒）
作詞・作曲：あらい舞／編曲：萩田光雄
2. スイート・ヴァケーション（3分16秒）
作詞：秋元康／作曲・編曲：中崎英也